# Småtjärnarna (Särna socken, Dalarna)
Småtjärnarna är en sjö i Älvdalens kommun i Dalarna och ingår i Dalälvens huvudavrinningsområde.